# ЕС4К
Електровоз 2ЕС4К «Дончак» — вантажно-пасажирський двосекційний восьмивісний магістральний електровоз з колекторними тяговими двигунами постійного струму, вісьовою потужністю 750 кВт. Максимальна експлуатаційна швидкість — 120 км/год. Електровоз 2ЕС4К уніфікований з електровозом 2ЕС5К вузлами механічної частини, кабіною управління, пневматичним, гальмівним та іншим обладнанням. Електровоз виготовляється Новочеркаським електровозобудівний заводом.

## Призначення
2ЕС4К створювався для заміни морально застарілих електровозів ВЛ10, ВЛ11. Електровоз призначений для водіння вантажних поїздів  на залізницях з шириною колії 1520 мм, електрифікованих постійним струмом з напругою 3 кВ. 

## Особливості конструкції
Електровоз складається з двох секцій. Кожна секція має кабіну управління, також електровоз може працювати по системі багатьох одиниць в складі двох електровозів (2х2ЕС4К) або в складі трьох секцій.
Електрична схема локомотива забезпечує стабільну роботу в режимі тяги, електричного (рекуперативного і реостатного) гальмування, вибігу і стоянки. В тяговому режимі роботи, електрична схема забезпечує роботу тягових електродвигунів з незалежним та послідовним збудженням, в режимі рекуперативного і реостатного гальмування — з незалежним збудженням при живленні від статичного перетворювача. Регулювання швидкості на електровозі ступеневе, здійснюється за допомогою трьох групувань тягових двигунів: послідовного, послідовно-паралельного і паралельного з"єднань.
Механічна частина локомотива уніфікована з магістральним вантажним електровозом змінного струму 2ЕС5К «Єрмак». Ходова частина електровоза відповідає всім сучасним вимогам; передача сили тяги і гальмування від візків до кузова здійснюється суцільними  похилими тягами. Візки і кузов зв'язані між собою в вертикальному і поперечному напрямках за допомогою пружніх і демпферуючих елементів. Перший ступінь підвішування — гвинтові пружини стиснення, другий ступінь — на пружинах «Флексікойл».
Конструкцією електровоза передбачені трифазні асинхронні електродвигуни для приводу вентиляторів охолодження тягових двигунів, компресорів з живленням від статичного перетворювача. Передбачена можливість регулювання продуктивності вентиляторів охолодження в залежності від нагріву тягових двигунів.
Висота електровоза від головки рейки до робочої поверхні полоза струмоприймача в опущеному положенні — 5050 мм, висота від головки рейки до осі автозчеплення — 1060±20 мм.
Для Північно-Кавказької залізниці виготовляється в вантажо-пасажирському варіанті.
Номінальна напруга кіл управління — 110 В.

## Умови роботи локомотивної бригади
Локомотив оснащений мікропроцесорною системою управління, яка забезпечує:
- ручне і автоматичне керування локомотивом під час руху;
- режими автоматичного ведення поїзда;
- діагностику параметрів руху та діагностику роботи обладнання електровоза;

Для комфортної роботи локомотивної бригади електровоз оснащений кондиціонером, холодильником і санітарно-технічним обладнанням  (умивальник, туалет).